# Einmal noch die Heimat seh’n
Einmal noch die Heimat seh’n ist ein deutscher dramatischer Heimatfilm, der 1958 unter der Regie von Otto Meyer in Österreich und Kenia gedreht wurde. Die Hauptrollen sind mit Rudolf Lenz und Anita Gutwell besetzt. Die Uraufführung des Films erfolgte am 6. November 1958 im Capitol in Ulm.

## Handlung
Der junge Jäger Bertl hat Schwierigkeiten mit dem neuen Jäger Michael. Da Michael sich in Gerda, die Tochter des Försters Perner, verliebt hat, kommt es zwischen ihnen zum Streit, und beide werden Konkurrenten sowohl im Beruf als auch in der Liebe. Bertl bezichtigt den unschuldigen Michael eines Verbrechens, worauf dieser verhaftet und verurteilt wird. Bei dem Transport zum Gefängnis gelingt Michael jedoch die Flucht. In Afrika findet er Unterschlupf bei einem alten Kriegskameraden. Bei ihm tritt er eine Stelle als Großwildjäger an. Nach einiger Zeit plagt Michael so sehr das Heimweh, dass er beschließt, nach Hause zurückzukehren, obwohl ihm bewusst ist, dass ihn dort eine Freiheitsstrafe erwartet.
Der wahre Täter war der Wilderer Alois, der aber vom Jäger Bertl gedeckt wurde, weil der auf diese Weise seinen Konkurrenten loswerden wollte. Als Alois am Heiligen Abend wieder einmal seiner Leidenschaft frönen will, stürzt er von einem Felsen in die Tiefe. Von starken Gewissensbissen geplagt, gesteht er kurz vor seinem Ableben den Bauern, die ihn finden, was damals wirklich geschah. Bertl wird daraufhin verhaftet.
Michael und sein Freund aus Afrika mischen sich an Weihnachten unter die Kirchgänger. Bei der Christmette schaut Gerda zu Michael hinüber und ist glücklich, dass sie mit ihm, dessen Unschuld ja jetzt erwiesen ist, bald eine gemeinsame Zukunft gestalten kann. 

## Produktionsnotizen, DVD
Produziert wurde der Film von Rex-Film Bloemer & Co. (Berlin). Die Außenaufnahmen entstanden in Bischofshofen im österreichischen Bundesland Salzburg und in Rumuruti in der damaligen britischen Kronkolonie Kenia, die Innenaufnahmen im Atelier Parsch. Der Filmarchitekt Wolf Witzemann schuf die Bauten; Lixie Brandtner steuerte die Kostüme bei.
Kinowelt Home Entertainment veröffentlichte den Film am 17. November 2006 auf DVD.

## Kritik
Der Film warb seinerzeit für sich mit den Worten: „Vom Silberwald in die Savannen und Urwälder Afrikas führt dieser Rudolf-Lenz-Film Einmal noch die Heimat seh’n. Selten schöne Tieraufnahmen, gefährliche Jagdabenteuer und eine dramatische Handlung voller Höhepunkte sind die Kennzeichen dieses neuen Union-Films.“
Die Kritik des Filmdienstes erschöpfte sich darin sarkastisch zu bemerken: „Nachdem 1954 und 1957 Der Förster vom Silberwald und Der Wilderer vom Silberwald das deutsche Revier gründlich nach Tiermotiven abgesucht hatten, wurde der Heimatfilmkitsch 1958 mit Afrikamotiven aufgewärmt und verlängert. Viel Ungemach hat der zweite Jäger des dienstunfähigen Silberwaldförsters wegen des geliebten Förstertöchterleins zu erleiden.“
Cinema stellte lapidar fest: „…nicht noch mal diesen Schmarren seh’n!“

## Quelle
- Programm zum Film, erschienen im Verlag Das neue Film-Programm GmbH, Mannheim, Nr. 4140[5]